# Эберманн, Богуслав
Богуслав Эберманн (чеш. Bohuslav Ebermann, 19 сентября 1948, Вохов, Чехословакия) — бывший чехословацкий хоккеист, нападающий. Чемпион мира 1977 года, серебряный призёр зимних Олимпийских игр в Инсбруке 1976 года. Знаменосец сборной Чехословакии на церемонии открытия зимних Олимпийских игр 1980 года. В настоящее время является мэром чешской деревни Вохов, в Пльзеньском крае.

## Биография
Богуслав Эберманн начал свою карьеру в чемпионате Чехословакии, играя за команду «Шкода Пльзень». Два сезона он отыграл за армейский клуб «Дукла Йиглава», в её составе дважды стал чемпионом Чехословакии. В конце карьеры он играл в Швейцарии за «Лозанну» и во Франции за «Гренобль».
Выступал за сборную Чехословакии. Участник ЧМЕ 1974, 1975, 1977-1979 И 1981 (46 матчей, 18 голов), ЗОИ 1976 И 1980 (11матчей, 3 гола), финалист розыгрыша Кубка Кнады 1976 (4 матча, 1гол). В 1977 году выиграл золото чемпионата мира в Австрии, его гол в ворота сборной Швеции показался решающим и принёс чехословацкой сборной чемпионский титул. В 1976 году стал серебряным призёром Олимпийских игр в Инсбруке и финалистом Кубка Канады. После финальной игры со сборной Канады Эберманн поменялся свитерами с Дэррилом Ситтлером. Спустя более чем 40 лет они встретились в Торонто, чтобы вернуть свои свитера обратно друг другу.
6 мая 2010 года был принят в Зал славы чешского хоккея.
После окончания игровой карьеры работал тренером клубов: «Сьерре» Швейцария (1991-92), «Сьон» Швейцария (1992-94), «Мартиньи» Швейцария (1994-95), «Пльзень» (1995-97), «Реймс» Франция (1997-98), «Байройт» Германия (1998-99), «Нюрнберг» Германия (1999—2001), «Лимож» Франция (2001-03).
В последние годы Богуслав Эберманн ушёл в политику. С 2010 года он является мэром родной деревни Вохов, в Пльзеньском крае. 8 октября 2016 года был выбран депутатом от Пльзеньского края.

## Достижения
- Чемпион мира и Европы 1977
- Серебряный призёр Олимпийских игр 1976
- Серебряный призёр чемпионатов мира и Европы 1974, 1975, 1978 и 1979
- Бронзовый призёр чемпионата мира и Евролы 1981
- Чемпион Чехословакии 1969 и 1970
- Чемпион Европы среди юниоров 1968
- Финалист Кубка Канады 1976

## Статистика
- Чемпионат Чехословакии — 419 игр, 211 шайб
- Сборная Чехословакии — 177 игр, 80 шайб
- Швейцарская национальная лига Б — 76 игр, 129 очков (67+62)
- Всего за карьеру — 672 игры, 358 шайб

## Семья
Богуслав Эберманн женат во второй раз, у него есть дочь. С первой женой развёлся, когда выступал во Франции за «Гренобль».